# Капібара мала
Капібара мала (Hydrochoeris isthmius)  вид гризунів родини Кавієві, який проживає на півночі Південної Америки.

## Поширення
Проживає від Панами до північої Колумбії і західної Венесуели. Живе тільки близько до води, включаючи болота, естуарії, береги річок і струмків.

## Морфологія
Довжина голови й тіла: 0.8–1 м, вага: 25–45 кг. Гризун з кремезним тілом, великою прямокутною головою, і округлим крупом. Шерсть тьмяно-помаранчева або червонувато-коричнева. Блиск очей помірний, червонуватий. Хвіст крихітний, не помітний. Ноги перетинчасті, з 4 пальцями на передніх ногах і 3 — на задніх. Каріотип: 2n = 64, FN = 104.

## Поведінка
У місцевостях, де на них не заведене полювання, проявляють активність і вдень і вночі, але при відчутному тиску полювання стає нічним. Під час відпочинку цей гризун сидить на своїх задніх лапах подібно до собаки, або ж лежить на боці. Коли його потривожити, він прогавкує сигнал тривоги й стрибає у воду з гучним сплеском. Дуже добре плаває і повністю занурюється під воду при переслідуванні. Харчується в основному травою та водною рослинністю, але може увійти в сільськогосподарські райони вночі, щоб поїсти рослин сої або інших культур. У залежності від умов середовища проживання і тиску полювання живе як поодинці так і групами. Невеликі групи 2–6 осіб займають лісові регіони, великі групи 20 або більше знаходяться у більш відкритих місцях проживання.

## Відтворення
Парування відбувається у воді в будь-який час року, але зазвичай є один цикл розмноження. Вагітність триває до 120 днів, після чого народжується в середньому 3,5 дитинча (діапазон: 1–7). Потомство народжуються добре розвинене і подорожує разом з матір'ю.

## Загрози та охорона
Основні загрози: вирубка лісів, екстенсивне сільське господарство, осушення боліт, полювання задля їжі (особливо в Колумбії). Вид проживає в кількох природоохоронних зонах.